# Мацерат, Отто
Отто Мацерат (нем. Otto Matzerath; 26 октября 1914, Дюссельдорф — 21 ноября 1963, Токио) — немецкий дирижёр.
В 1935 г. начал работать репетитором в оперном театре города Райдт (ныне в составе Мёнхенгладбаха). В 1936—1938 гг. дирижировал в театре оперетты в Крефельде, в 1938—1940 гг. музыкальный руководитель Вюрцбургской оперы. В 1940 г. стал самым молодым генеральмузикдиректором Германии, возглавив оркестр и оперу в Карлсруэ, и занимал этот пост до 1955 г., что само по себе редкость, поскольку большинство оркестров Германии по окончании Второй мировой войны прошли болезненную процедуру денацификации и, как следствие, поменяли руководителей. Утверждается, что Мацерат стал первым немецким дирижёром, который в послевоенные годы дирижировал в Париже.
В 1955—1961 гг. Мацерат возглавлял Симфонический оркестр Гессенского радио. В 1962—1963 гг. он руководил Президентским симфоническим оркестром в Турции. После этого Мацерат должен был приступить к руководству Симфоническим оркестром Йомиури, но внезапно умер в Токио.